# Хорезу
Манастирът Хорезу във Влахия е построен в бранковянски стил. Отличава се богатство на резбовани архитектурни декорации и изографисване. Осветен през 1690 г.
Единствената църква на манастира е посветена на Свети Константин и Елена, и е изографисана от зографа Константин, който е работил в Хорезу.
Манастирът е един от основните поклоннически центрове на Румъния, символизиращ старата предфанариотска епоха от историята на Влахия.